# Itaitinga
Itaitinga este un oraș în statul Ceará (CE) din Brazilia.